# 慈湖乡
慈湖乡，是中华人民共和国安徽省马鞍山市花山区下辖的一个乡镇级行政单位。

## 行政区划
慈湖乡下辖以下地区：
曙一村、恒兴村、联农村、高潮村、曙二村、太来村、林里村、团结村、上湖村、蔡村和同意村。